# Alfonso Estela
Alfonso Estela fue un director de teatro, actor y galán de cine español con carrera también en Argentina.

## Carrera
Alfonso Estela fue un galán del cine español que se caracterizó sobre todo por su buena figura y excelente dicción para interpretar papeles generalmente de galán. En su país natal trabajó junto al famoso Torrecilla, y fue uno de los principales animadores del Teatro de Cámara de Barcelona, donde estrena obras como Delito en la Isla de las Cabras de Ugo Betti, en un montaje de Antonio de Cabo y Rafael Richart. En este popular teatro se animó a dirigirla, lo que hizo que estuviera preso durante un día por representarla en público, ya que dicha obra estaba prohibida por la censura. También trabajó para la compañía de revistas del madrileño Teatro Martín.
En Argentina, país en el que vivió entre fines de los años cincuenta hasta 1963, filmó tres películas junto a figuras nacionales como Narciso Ibáñez Menta, Luis Sandrini, Elsa Daniel, Floren Delbene, José de Angelis, María Luisa Robledo, Ana María Campoy, entre otras.
En lo que se refiere al campo sentimental estuvo casado desde 1944 hasta 1946 con la actriz española María Asquerino (1925-2013). Según contó ella, Alfonso Estela era muy celoso, la amenazaba de muerte, y le impedía firmar contratos que la obligaran a besar a su oponente masculino, motivos por los cuales ella lo abandonó.

## Filmografía
- 1943: El secreto de la mujer muerta.
- 1946: El emigrado.
- 1947: La gran barrera.
- 1947: Cuando los ángeles duermen.
- 1948: Conflicto inesperado.
- 1949: La niña de Luzmela.
- 1949: Don Juan de Serrallonga.
- 1950: Brigada criminal.
- 1951: Bajo el cielo de Asturias.
- 1951: La virgen gitana.
- 1951: Parsifal.
- 1951: Anfortas.
- 1952: Mercado prohibido.
- 1953: Vértigo.
- 1953: Manuel.
- 1953: Vida en sombras.
- 1953: Sobresaliente.
- 1954: Elena.
- 1955: El fugitivo de Amberes.
- 1955: Contrabando.
- 1955: Huyendo de sí mismo.
- 1958: Isla brava.[4]
- 1960: Obras maestras del terror.[4]
- 1963: Placeres conyugales.[4]
- 1965: Mi canción es para ti.
- 1966: El escuadrón de la muerte.
- 1967: La boutique o Las pirañas.
- 1973: Lo verde empieza en los Pirineos.
- 1976: Fulanita y sus menganos.
- 1977: Parranda.
- 1977: Cazar un gato negro.

## Televisión
- 1965: Primera fila (episodio Corrupción en el Palacio de Justicia).
- 1968: Balabasadas.[5]
- 1973: Estudio 1 (episodio Al César lo que es del César).
- 1977: Curro Jiménez (episodio La mujer de negro).[6]

## Teatro
- Delito en la Isla de las Cabras
- El cargo y sus consecuencias, junto con Amparo Soto, Pilar Bardem, Jesús Puente, Teófilo Calle y Antonio Soto.